# Tachardina aurantiaca
Tachardina aurantiaca är en insektsart som först beskrevs av Cockerell 1903.  Tachardina aurantiaca ingår i släktet Tachardina och familjen Kerriidae. Inga underarter finns listade i Catalogue of Life.